# Pusterwald
Pusterwald osztrák község Stájerország Mura-völgyi járásában. 2017 januárjában 464 lakosa volt.    

## Elhelyezkedése

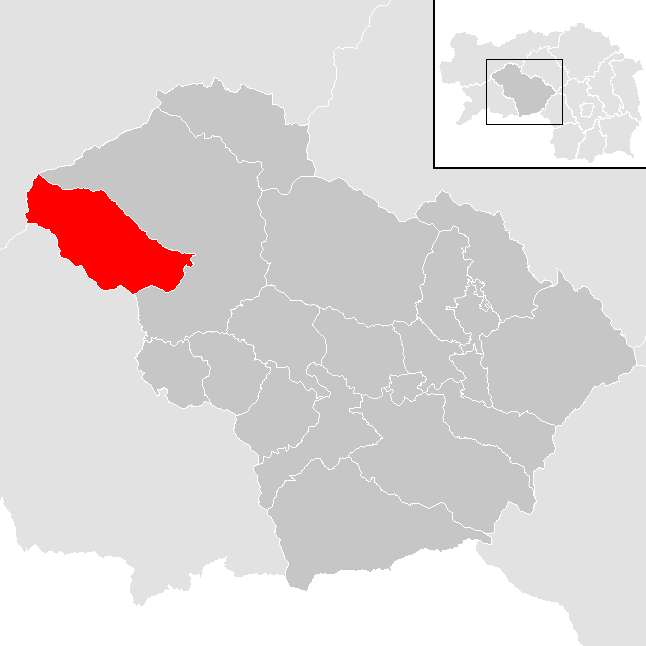
Pusterwald a Mura-völgyi járásban

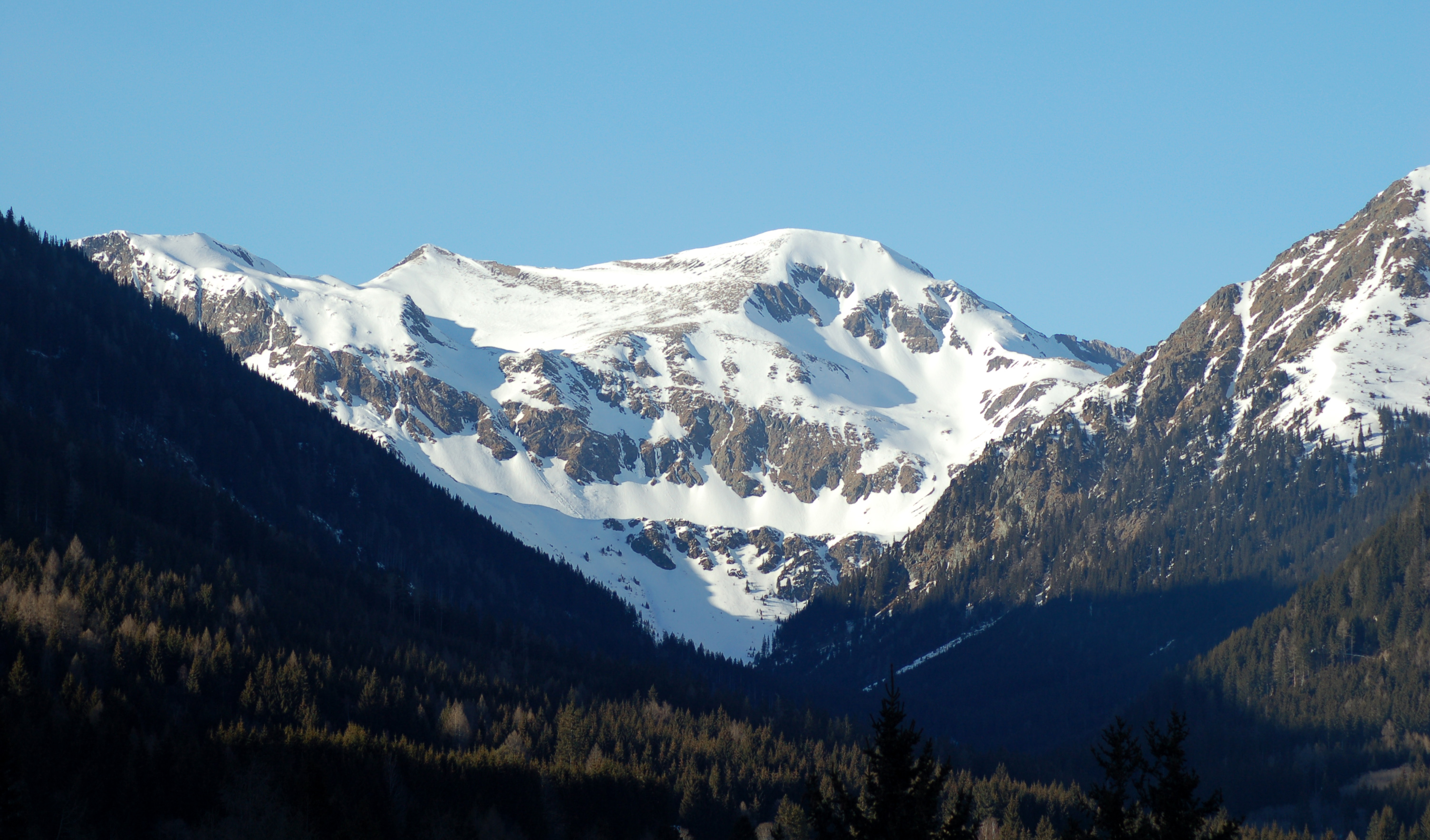
A Hohenwart

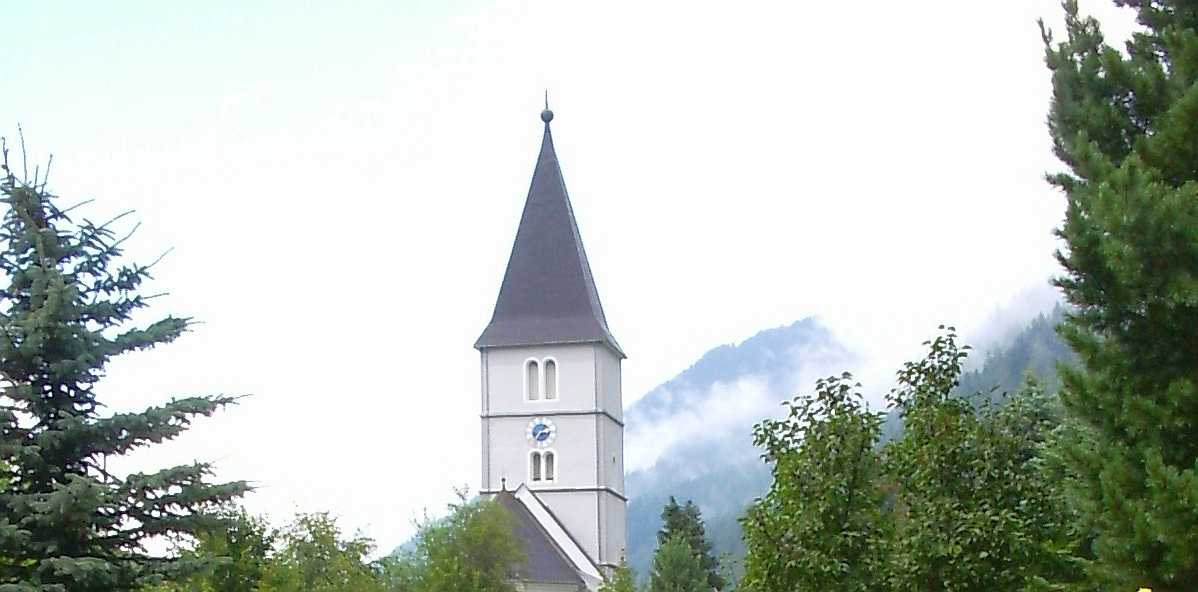
A templom tornya

Pusterwald Felső-Stájerországban fekszik, az Alacsony-Tauern hegységrendszerhez tartozó Wölzi-Tauern hegységben, a Pöls folyó völgyének egy mellékvölgyében. Legmagasabb pontja a 2363 méteres Hohenwart. Az önkormányzathoz egyetlen település tartozik.
A környező önkormányzatok: keletre Pölstal, délnyugatra Oberwölz, északnyugatra Irdning-Donnersbachtal. 

## Története
Pusterwald völgyének legrégebbi ismert lakói az illírek voltak (i.e. 800-400), akiket a kelták váltottak fel. A rómaiak aranyat és ezüstöt bányásztak itt. 
A 10-12. században a föld új birtokosai, mint a sváb Montfort grófok bajorokat és frankokat telepítettek be a régióba. A völgyet 1294-ben Freytalnak ("szabadvölgy") hívták, ami arra utal, hogy a betelepülőket bizonyos adózási vagy jogi kedvezményekkel csalogatták. Pusterwald neve először 1318-ban tűnik fel az oklevelekben. Moosi Szűz Máriának szentelt templomát 1430-ban építették. Akkor a Montfortok címere díszlett a templomon; később, 1589-ben a falut a Herbersteinek (akik színei mai is megtalálhatóak a község címerében) szerezték meg. A templom 1880-ban és 1957-ben is leégett. 
Günther Schwab osztrák író 1936-1945 között Pusterwaldban dolgozott erdészként.
2000-ben Pusterwaldot a legszebb virágos stájer falunak választották, 2003-ban pedig a hegyi falu kategóriában lett az első a versenyen. 

## Lakosság
2017 januárjában 464 fő élt Pusterwaldban. A lakosságszám 1923 óta (akkor 729 fő) csökkenő tendenciát mutat. 2015-ben a helybeliek 98,7%-a volt osztrák állampolgár; a külföldiek közül 0,4% a régi (2004 előtti), 0,2% az új EU-tagállamokból érkezett. 2001-ben a lakosok 92,1%-a római katolikusnak, 3,1% evangélikusnak, 1,9% pedig felekezet nélkülinek vallotta magát. Ugyanekkor egy magyar élt a faluban. 

## Látnivalók
- a Moosi Szűz Mária-plébániatemplom
- a műemlék plébánia
- a háborús emlékmű, Franz Xaver Ölzant szobrász alkotása
- a környező hegyek kiváló túralehetőségeket biztosítanak

## Fordítás
- Ez a szócikk részben vagy egészben  a   Pusterwald című német Wikipédia-szócikk ezen változatának fordításán alapul.  Az eredeti cikk szerkesztőit annak laptörténete sorolja fel. Ez a jelzés csupán a megfogalmazás eredetét és a szerzői jogokat jelzi, nem szolgál a cikkben szereplő információk forrásmegjelöléseként.